# Robert Guillien
Robert Charles Guy Pierre Jean Guillien (né le 16 juin 1909 à Dijon et mort le 21 novembre 1980 à Béziers) est un physicien français, spécialisé en électronique, professeur à l'Université Nancy-I, directeur de l'Institut de Génie biologique et médical (IGBM), après avoir été  directeur de École nationale supérieure d'électricité et de mécanique.

## Biographie
Ancien élève de l'École normale supérieure, il est reçu à l'agrégation de physique en 1933. Robert Guillien seconda Jean Decombe de 1945 à 1950, à la direction de la mission du CNRS en Allemagne, chargée de veiller au désarmement de l'Allemagne, mais aussi de récupérer le plus d'informations possible sur les avancées scientifiques allemandes avant que les alliés, Américains, Anglais et Soviétiques ne le fassent. Il aida ses collègues allemands à publier les résultats de leurs travaux de la période 1939-45. En 1949-50, il reste seul avec Jean Decombe pour terminer cette mission, sur les vingt scientifiques initialement envoyés.

## Œuvres
Les livres de Robert Guillien, souvent réédités (et souvent remaniés et augmentés au cours des rééditions), sont principalement des ouvrages de vulgarisation.
- Robert Guillien, Étude de la biréfringence électrique de quelques gaz liquéfiés, Paris, Masson, 1937, 129 p.
- Robert Guillien, Électronique, Paris, Presses universitaires de France, 1954, tome 1 : Tubes électroniques à vide - Amplificateurs. tome 2 : Oscillations - Tubes à gaz - Cellules et compteurs.
- Robert Guillien, Physique nucléaire appliquée, Paris, Éditions Eyrolles, 1960, 666 p.
- Robert Guillien, Électronique, Paris, Presses universitaires de France , 1961, tome 3 : Semiconducteurs - Cellules photoélectriques et compteurs. Tome 4 : Télévision et radar - Calcul électronique - Servomécanismes.
- Robert Guillien, Problèmes d'électrotechnique à l'usage des ingénieurs et chercheurs, des étudiants des facultés et des grandes écoles, Paris, Éditions Eyrolles, 1962, 417 p.
- Robert Guillien, Les Semiconducteurs et leurs applications, coll. « Que sais-je ? », no 1080, Paris, Presses universitaires de France, 1963, 126 p.
- Robert Guillien, La Télévision en couleur, coll. « Que sais-je ? », no 1313, Paris, Presses universitaires de France, 1968, 128 p.
- Robert Guillien, La Microélectronique, coll. « Que sais-je ? », no 1367, Paris, Presses universitaires de France, 1969, 128 p.
- Robert Guillien, L'Électronique médicale, coll. « Que sais-je ? », no 1563, Paris, Presses universitaires de France, 1974.